# Frommer Stop/12M/19M

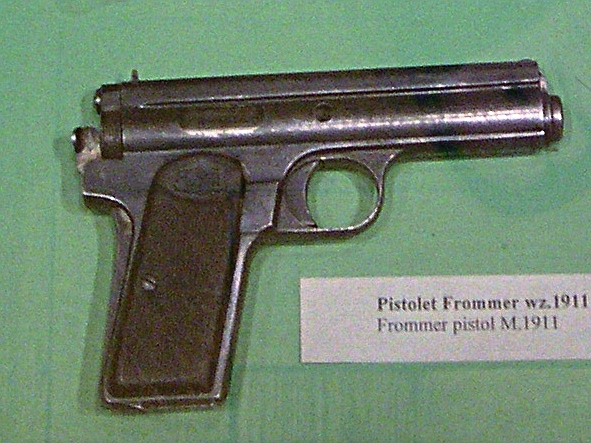
Frommer 12M

Connu sous les noms de Frommer Stop (marchés civils européens), Pistolet 12M (Armée austro-hongroise) ou Pistolet 19M (Armée hongroise), ce pistolet hongrois fut conçu par Rudolf Frommer et construit par FÉG. Malgré un mécanisme inutilement complexe pour ses calibres (long recul du canon), il fut fabriqué de 1911 à 1929 et connu les Grande Guerre et Seconde Guerre mondiale mais aussi l'Insurrection de Budapest en 1956.

## Données numériques
- Munition :	7,65 mm Browning (Armée) / 9 mm Browning court (Commerce)
- Capacité du chargeur :	7 cartouches
- Masse à vide :	0,726 kg
- Longueur : 165 mm
- Longueur du canon : 	102 mm

## Sources francophones
- R. Caranta, Les Pistolets automatiques étrangers (1900-1950), Crépin-Leblond, 2000